# Separationsvakt

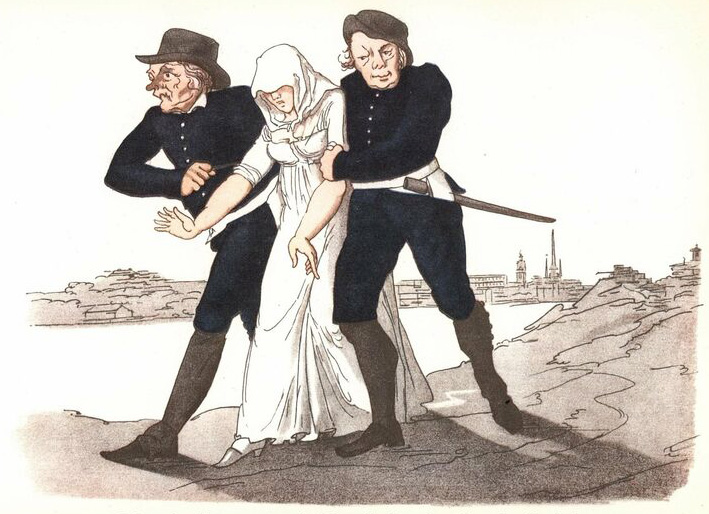
Paltar bortföra en gatnymf. Litografi efter akvarell av Per Nordquist.

Separationsvakt, i Stockholm med öknamn kallad palt, ingick i en vaktstyrka som bestod av dem som av någon anledning inte var önskvärda som stadsvakter(korvar) och som hade till uppgift att arrestera lösdrivare, tiggare och prostituerade och transportera fångar. Separationsvakten inrättades 1761 och var ett slags sedlighetspolis. Paltarna stod också för vakthållning av de tukthusfångar som ingick i stadens renhållningsmanskap. De stod under befäl av en korpral och hade gråa eller blåa uniformer. Utrustningen bestod av en värja, en käpp och en repstump för att kunna bakbinda den som trilskades.